# Рейнсбург (Пенсільванія)
Рейнсбург (англ. Rainsburg) — місто (англ. borough) в США, в окрузі Бедфорд штату Пенсільванія. Населення — 141 особа (2020).

## Географія
Рейнсбург розташований за координатами 39°53′45″ пн. ш. 78°31′2″ зх. д. / 39.89583° пн. ш. 78.51722° зх. д. (39.895724, -78.517301).  За даними Бюро перепису населення США в 2010 році місто мало площу 0,42 км², уся площа — суходіл.

## Демографія
Згідно з переписом 2010 року, у селищі мешкали 133 особи в 53 домогосподарствах у складі 38 родин. Густота населення становила 316 осіб/км².  Було 65 помешкань (154/км²).
Расовий склад населення:
| - 96,2 % — білих - 0,8 % — корінних американців - 2,3 % — осіб інших рас |

До двох чи більше рас належало 0,8 %. Частка іспаномовних становила 3,0 % від усіх жителів.
За віковим діапазоном населення розподілялося таким чином: 19,5 % — особи молодші 18 років, 61,7 % — особи у віці 18—64 років, 18,8 % — особи у віці 65 років та старші. Медіана віку мешканця становила 39,5 року. На 100 осіб жіночої статі у селищі припадало 107,8 чоловіків;  на 100 жінок у віці від 18 років та старших — 105,8 чоловіків також старших 18 років.
Середній дохід на одне домашнє господарство  становив 45 683 долари США (медіана — 40 625), а середній дохід на одну сім'ю — 49 810 доларів (медіана — 55 208). Медіана доходів становила 41 250 доларів для чоловіків та 25 000 доларів для жінок. За межею бідності перебувало 19,6 % осіб, у тому числі 23,9 % дітей у віці до 18 років та 30,8 % осіб у віці 65 років та старших.
Цивільне працевлаштоване населення становило 53 особи. Основні галузі зайнятості: освіта, охорона здоров'я та соціальна допомога — 39,6 %, будівництво — 22,6 %, науковці, спеціалісти, менеджери — 13,2 %, виробництво — 7,5 %.